# Weltmeisterschaften im Gewichtheben 1990
Die 4. Weltmeisterschaften im Gewichtheben der Frauen fanden vom 26. Mai bis 3. Juni 1990 in der jugoslawischen Stadt Sarajewo statt. Die 63. Weltmeisterschaften im Gewichtheben der Männer fanden vom 10. bis 18. November 1990 in der ungarischen Hauptstadt Budapest statt. Es waren die letzten getrennt ausgetragenen Weltmeisterschaften. An den von der International Weightlifting Federation (IWF) im Zweikampf (Reißen und Stoßen) ausgetragenen Wettkämpfen nahmen 109 Gewichtheberinnen aus 25 Nationen und 182 Gewichtheber aus 38 Nationen teil.

## Medaillengewinner

### Männer

#### Klasse bis 52 Kilogramm
| Disziplin | Gold          | Gold     | Silber        | Silber   | Bronze        | Bronze   |
| --------- | ------------- | -------- | ------------- | -------- | ------------- | -------- |
| Reißen    | Zhang Zairong | 117,5 kg | Huang Xiliang | 115,0 kg | Iwan Iwanow   | 115,0 kg |
| Stoßen    | Iwan Iwanow   | 150,0 kg | Kim Myong-sik | 137,5 kg | Kim Jong-Nam  | 137,5 kg |
| Zweikampf | Iwan Iwanow   | 265,0 kg | Huang Xiliang | 250,0 kg | Zhang Zairong | 247,5 kg |

#### Klasse bis 56 Kilogramm
| Disziplin | Gold               | Gold     | Silber       | Silber   | Bronze          | Bronze   |
| --------- | ------------------ | -------- | ------------ | -------- | --------------- | -------- |
| Reißen    | Hafız Süleymanoğlu | 132,5 kg | Liu Shoubin  | 130,0 kg | He Yingqiang    | 125,0 kg |
| Stoßen    | He Yingqiang       | 160,0 kg | Liu Shoubin  | 155,0 kg | Chun Byung-kwan | 155,0 kg |
| Zweikampf | Liu Shoubin        | 285,0 kg | He Yingqiang | 285,0 kg | Chun Byung-kwan | 277,5 kg |

#### Klasse bis 60 Kilogramm
| Disziplin | Gold            | Gold     | Silber      | Silber   | Bronze       | Bronze   |
| --------- | --------------- | -------- | ----------- | -------- | ------------ | -------- |
| Reißen    | Kim Yong-su     | 135,0 kg | Ri Jae-son  | 132,5 kg | Luo Jianming | 130,0 kg |
| Stoßen    | Nikolaj Pešalov | 170,0 kg | Kim Yong-su | 160,0 kg | Luo Jianming | 157,5 kg |
| Zweikampf | Nikolaj Pešalov | 297,5 kg | Kim Yong-su | 295,0 kg | Luo Jianming | 287,5 kg |

#### Klasse bis 67,5 Kilogramm
| Disziplin | Gold          | Gold     | Silber        | Silber   | Bronze       | Bronze   |
| --------- | ------------- | -------- | ------------- | -------- | ------------ | -------- |
| Reißen    | Kim Myong-nam | 157,5 kg | Joto Jotow    | 152,5 kg | Valery Yurov | 150,0 kg |
| Stoßen    | Ri Hi-bong    | 185,0 kg | Kim Myong-nam | 185,0 kg | Joto Jotow   | 180,0 kg |
| Zweikampf | Kim Myong-nam | 342,5 kg | Joto Jotow    | 332,5 kg | Ri Hi-bong   | 330,0 kg |

#### Klasse bis 75 Kilogramm
| Disziplin | Gold         | Gold     | Silber          | Silber   | Bronze          | Bronze   |
| --------- | ------------ | -------- | --------------- | -------- | --------------- | -------- |
| Reißen    | Fedor Casapu | 157,5 kg | Yordan Yordanov | 155,0 kg | Jon Chol-ho     | 155,0 kg |
| Stoßen    | Fedor Casapu | 202,5 kg | Andrei Socaci   | 190,0 kg | Vasil Vanev     | 187,5 kg |
| Zweikampf | Fedor Casapu | 360,0 kg | Andrei Socaci   | 345,0 kg | Yordan Yordanov | 342,5 kg |

#### Klasse bis 82,5 Kilogramm
| Disziplin | Gold                  | Gold     | Silber                | Silber   | Bronze       | Bronze   |
| --------- | --------------------- | -------- | --------------------- | -------- | ------------ | -------- |
| Reißen    | Altimurat Orazdurdiev | 172,5 kg | Sergei Li             | 167,5 kg | Kiril Kounev | 165,0 kg |
| Stoßen    | Sergei Li             | 207,5 kg | Altimurat Orazdurdiev | 205,0 kg | Kiril Kounev | 195,0 kg |
| Zweikampf | Altimurat Orazdurdiev | 377,5 kg | Sergei Li             | 375,0 kg | Kiril Kounev | 360,0 kg |

#### Klasse bis 90 Kilogramm
| Disziplin | Gold             | Gold     | Silber          | Silber   | Bronze         | Bronze   |
| --------- | ---------------- | -------- | --------------- | -------- | -------------- | -------- |
| Reißen    | Anatoli Chrapaty | 180,0 kg | Iwan Tschakarow | 177,5 kg | Kim Byung-chan | 167,5 kg |
| Stoßen    | Anatoli Chrapaty | 217,5 kg | Iwan Tschakarow | 215,0 kg | Kim Byung-chan | 205,0 kg |
| Zweikampf | Anatoli Chrapaty | 397,5 kg | Iwan Tschakarow | 392,5 kg | Kim Byung-chan | 372,5 kg |

#### Klasse bis 100 Kilogramm
| Disziplin | Gold         | Gold     | Silber         | Silber   | Bronze         | Bronze   |
| --------- | ------------ | -------- | -------------- | -------- | -------------- | -------- |
| Reißen    | Nicu Vlad    | 192,5 kg | Sergei Kopytow | 180,0 kg | Igor Sadykov   | 177,5 kg |
| Stoßen    | Igor Sadykov | 222,5 kg | Sergei Kopytow | 220,0 kg | Nicu Vlad      | 220,0 kg |
| Zweikampf | Nicu Vlad    | 412,5 kg | Igor Sadykov   | 400,0 kg | Sergei Kopytow | 400,0 kg |

#### Klasse bis 110 Kilogramm
| Disziplin | Gold         | Gold     | Silber             | Silber   | Bronze             | Bronze   |
| --------- | ------------ | -------- | ------------------ | -------- | ------------------ | -------- |
| Reißen    | Stefan Botev | 200,0 kg | Pavlos Saltsidis   | 172,5 kg | Nail Mukhamedyarov | 170,0 kg |
| Stoßen    | Stefan Botev | 240,0 kg | Nail Mukhamedyarov | 220,0 kg | Pavlos Saltsidis   | 210,0 kg |
| Zweikampf | Stefan Botev | 440,0 kg | Nail Mukhamedyarov | 390,0 kg | Pavlos Saltsidis   | 382,5 kg |

#### Klasse über 110 Kilogramm
| Disziplin | Gold             | Gold     | Silber       | Silber   | Bronze        | Bronze   |
| --------- | ---------------- | -------- | ------------ | -------- | ------------- | -------- |
| Reißen    | Leonid Taranenko | 195,0 kg | Artur Akojew | 170,0 kg | Erdinç Arslan | 167,5 kg |
| Stoßen    | Leonid Taranenko | 255,0 kg | Artur Akojew | 220,0 kg | Jiří Zubrický | 215,0 kg |
| Zweikampf | Leonid Taranenko | 450,0 kg | Artur Akojew | 390,0 kg | Jiří Zubrický | 380,0 kg |

### Frauen

#### Klasse bis 44 Kilogramm
| Disziplin | Gold        | Gold     | Silber       | Silber   | Bronze                | Bronze   |
| --------- | ----------- | -------- | ------------ | -------- | --------------------- | -------- |
| Reißen    | Wu Xiangmei | 70,0 kg  | Satomi Saito | 60,0 kg  | Bastiyah Said Muhamad | 60,0 kg  |
| Stoßen    | Wu Xiangmei | 82,5 kg  | Satomi Saito | 80,0 kg  | Bastiyah Said Muhamad | 75,0 kg  |
| Zweikampf | Wu Xiangmei | 152,5 kg | Satomi Saito | 140,0 kg | Bastiyah Said Muhamad | 135,0 kg |

#### Klasse bis 48 Kilogramm
| Disziplin | Gold    | Gold     | Silber          | Silber   | Bronze          | Bronze   |
| --------- | ------- | -------- | --------------- | -------- | --------------- | -------- |
| Reißen    | Cai Jun | 72,5 kg  | Ri Yong-hwa     | 65,0 kg  | Choi Myung-shik | 65,0 kg  |
| Stoßen    | Cai Jun | 92,5 kg  | Choi Myung-shik | 85,0 kg  | Ri Yong-hwa     | 82,5 kg  |
| Zweikampf | Cai Jun | 165,0 kg | Choi Myung-shik | 150,0 kg | Ri Yong-hwa     | 147,5 kg |

#### Klasse bis 52 Kilogramm
| Disziplin | Gold         | Gold     | Silber        | Silber   | Bronze           | Bronze   |
| --------- | ------------ | -------- | ------------- | -------- | ---------------- | -------- |
| Reißen    | Liao Shuping | 75,0 kg  | Hiromi Uemura | 75,0 kg  | Pauline Haughton | 67,5 kg  |
| Stoßen    | Liao Shuping | 102,5 kg | Hiromi Uemura | 92,5 kg  | Pauline Haughton | 82,5 kg  |
| Zweikampf | Liao Shuping | 177,5 kg | Hiromi Uemura | 167,5 kg | Pauline Haughton | 150,0 kg |

#### Klasse bis 56 Kilogramm
| Disziplin | Gold       | Gold     | Silber       | Silber   | Bronze                | Bronze   |
| --------- | ---------- | -------- | ------------ | -------- | --------------------- | -------- |
| Reißen    | Wu Haiqing | 82,5 kg  | Ni Chia-ping | 77,5 kg  | Janeta Georgieva      | 77,5 kg  |
| Stoßen    | Wu Haiqing | 107,5 kg | Ni Chia-ping | 97,5 kg  | Patmawati Abdul Hamid | 97,5 kg  |
| Zweikampf | Wu Haiqing | 190,0 kg | Ni Chia-ping | 175,0 kg | Janeta Georgieva      | 175,0 kg |

#### Klasse bis 60 Kilogramm
| Disziplin | Gold                 | Gold     | Silber     | Silber   | Bronze            | Bronze   |
| --------- | -------------------- | -------- | ---------- | -------- | ----------------- | -------- |
| Reißen    | Maria Christoforidou | 87,5 kg  | Ji Qinghua | 85,0 kg  | Won Soon-yi       | 85,0 kg  |
| Stoßen    | Maria Christoforidou | 110,0 kg | Ji Qinghua | 107,5 kg | Daniela Kerkelowa | 105,0 kg |
| Zweikampf | Maria Christoforidou | 197,5 kg | Ji Qinghua | 192,5 kg | Daniela Kerkelowa | 187,5 kg |

#### Klasse bis 67,5 Kilogramm
| Disziplin | Gold         | Gold     | Silber            | Silber   | Bronze       | Bronze   |
| --------- | ------------ | -------- | ----------------- | -------- | ------------ | -------- |
| Reißen    | Wang Genying | 95,0 kg  | Camelia Nikolaeva | 92,5 kg  | Mária Takács | 90,0 kg  |
| Stoßen    | Wang Genying | 117,5 kg | Camelia Nikolaeva | 117,5 kg | Mária Takács | 112,5 kg |
| Zweikampf | Wang Genying | 212,5 kg | Camelia Nikolaeva | 210,0 kg | Mária Takács | 202,5 kg |

#### Klasse bis 75 Kilogramm
| Disziplin | Gold                | Gold     | Silber       | Silber   | Bronze        | Bronze   |
| --------- | ------------------- | -------- | ------------ | -------- | ------------- | -------- |
| Reißen    | Milena Trendafilova | 102,5 kg | Li Changping | 92,5 kg  | Chen Shu-chih | 92,5 kg  |
| Stoßen    | Milena Trendafilova | 135,0 kg | Li Changping | 127,5 kg | Chen Shu-chih | 112,5 kg |
| Zweikampf | Milena Trendafilova | 237,5 kg | Li Changping | 220,0 kg | Chen Shu-chih | 205,0 kg |

#### Klasse bis 82,5 Kilogramm
| Disziplin | Gold          | Gold     | Silber           | Silber   | Bronze          | Bronze   |
| --------- | ------------- | -------- | ---------------- | -------- | --------------- | -------- |
| Reißen    | María Urrutia | 100,0 kg | Walkana Toschewa | 90,0 kg  | Chung Sook-kwon | 82,5 kg  |
| Stoßen    | María Urrutia | 130,0 kg | Walkana Toschewa | 120,0 kg | Chung Sook-kwon | 102,5 kg |
| Zweikampf | María Urrutia | 230,0 kg | Walkana Toschewa | 210,0 kg | Chung Sook-kwon | 185,0 kg |

#### Klasse über 82,5 Kilogramm
| Disziplin | Gold           | Gold     | Silber         | Silber   | Bronze           | Bronze   |
| --------- | -------------- | -------- | -------------- | -------- | ---------------- | -------- |
| Reißen    | Karyn Marshall | 112,5 kg | Li Yajuan      | 102,5 kg | Christina Ilieva | 90,0 kg  |
| Stoßen    | Li Yajuan      | 142,5 kg | Karyn Marshall | 130,0 kg | Christina Ilieva | 107,5 kg |
| Zweikampf | Li Yajuan      | 245,0 kg | Karyn Marshall | 242,5 kg | Christina Ilieva | 197,5 kg |